# Hydroides parvus
Hydroides parvus är en ringmaskart som först beskrevs av Treadwell 1902.  Hydroides parvus ingår i släktet Hydroides och familjen Serpulidae. Inga underarter finns listade i Catalogue of Life.